# 俄国共产党（布尔什维克）第七次代表大会
俄国共产党（布尔什维克）第七次代表大会（俄语：Седьмой съезд Российской коммунистической партии (большевиков)），简称俄共（布）七大（VII съезд РКП(б)），于1918年3月6日—8日在彼得格勒的塔夫利宫召开。在这次大会上，“俄国社会民主工党（布尔什维克）”改名为“俄国共产党（布尔什维克）”。
这是布尔什维克在十月革命胜利以后第一次召开的代表大会。这次特别会议召开的地点是塔夫利宫，在3月早些时候，苏俄政府在此宫殿里与德国签订《布列斯特-立陶夫斯克条约》，退出了一战。由此导致党内情绪低落，参会人员较上次大为减少。以布哈林为首的左翼共产主义者反对布列斯特-立陶夫斯克条约，创立了新的刊物，发言号召对德意志帝国发动革命战争。列宁称是左翼共产主义者的反对导致俄国错失了之前德国较为温和的条款并呼吁党内接受该条约。最后列宁以30票支持，12票反对，4票弃权获胜（包括托洛茨基）。
共有47名全权代表和59名协商代表出席会议，他们代表17000名党员。会后，召开了第四次全俄罗斯苏维埃代表大会。